# Estadio Norberto Tomaghello
Das Estadio Norberto „Tito“ Tomaghello ist ein multifunktionelles Stadion in Florencio Varela, Provinz Buenos Aires, Argentinien. Es wird primär für Fußballspiele verwendet und ist zurzeit das Heimstadion von CSD Defensa y Justicia. Das Stadion bietet Platz für 20.000 Zuschauer und wurde im Jahr 1978 erbaut.